# Yasmani Acosta
Yasmani Acosta (n. 16 iulie 1988, Agramonte⁠(d), Matanzas Province⁠(d), Cuba) este un luptător ce a reprezentat Cuba, medaliat olimpic. A participat la două ediții ale Jocurilor Olimpice (2020, 2024) în care a câștigat o medalie de argint.